# Ubisoft
Ubisoft Entertainment, nota come Ubi Soft Entertainment fino al 2003, è una multinazionale francese dedita allo sviluppo e alla pubblicazione di videogiochi con sede nella città di Saint-Mandé; attraverso le proprie controllate, è attiva anche nella produzione e distribuzione di altri media.
Fondata nel 1985 dai fratelli Guillemot, Ubisoft divenne particolarmente conosciuta dieci anni più tardi grazie al lancio di Rayman, considerato il suo primo successo internazionale; poco tempo dopo entrò nella borsa di Parigi. Nei primi anni duemila riuscì a ritagliarsi un ruolo da protagonista sul mercato, acquisendo Red Storm Entertainment e Blue Byte Software e realizzando Prince of Persia: Sands of Time e Far Cry; la svolta definitiva arrivò poi nel 2007 con lo sviluppo di Assassin's Creed, che diede il largo ad una lunga serie di grande successo.

## Toponomia
Il nome Ubisoft è composto dalle parole «Ubi» e «soft», che sono le abbreviazioni di «ubiquité» e «software».

## Storia
I fratelli Guillemot fondarono Ubisoft il 28 marzo 1986. Nel 1986, questa società guadagnava circa 40 milioni di franchi francesi. Ubisoft ha anche stipulato partnership di distribuzione per il gioco da distribuire in Spagna e Germania Ovest. Ubisoft ha iniziato a importare prodotti dall'estero per la distribuzione in Francia, con le uscite del 1987 tra cui Commando di Elite Software e Ikari Warriors, il primo dei quali ha venduto 15.000 copie entro gennaio 1987. Nel 1988, Yves Guillemot è stato nominato amministratore delegato di Ubisoft. Agli inizi degli anni novanta intrapresero un programma di sviluppo interno che portò all'apertura di uno studio a Montreuil; in quello stesso periodo Michel Ancel ideò il personaggio di Rayman, ad oggi considerato un'icona della prima PlayStation.
Nel 1996, Ubisoft ha quotato la sua offerta pubblica iniziale e ha raccolto oltre 80 milioni di dollari in fondi per aiutare ad espandere l'azienda. Nel giro di 2 anni, l'azienda ha aperto studi in tutto il mondo ad Annecy (1996), Shanghai (1996), Montreal (1997) e Milano (1998).
La società, originaria di Saint-Mandé, è presente nel mondo con cinquanta studi in venti paesi diversi; tra le città di maggior rilievo vi sono Milano, Montréal, Toronto, Barcellona, Bucarest, Sydney, Shanghai e Tokyo.
Intorno al 1999, i fratelli decisero di trarne vantaggio fondando studi di gioco mirati a titoli online free-to-play, tra cui GameLoft; ciò permise loro di concedere in licenza i diritti sulle proprietà di Ubisoft a queste aziende, aumentando di cinque volte il valore delle azioni di Ubisoft. Con l'infusione extra di 170 milioni di euro, furono in grado di acquistare Red Storm Entertainment nel 2000, dando loro accesso alla serie di giochi stealth e di spionaggio di Tom Clancy. Ubisoft aiutò con Red Storm a continuare ad espandere la serie, portando titoli come Tom Clancy's Ghost Recon e la serie Tom Clancy's Rainbow Six. La società ha messo piede negli Stati Uniti quando ha lavorato con Microsoft per sviluppare Tom Clancy's Splinter Cell, un titolo esclusivo per Xbox uscito nel 2002 per sfidare la serie Metal Gear Solid esclusiva per PlayStation, combinando elementi della serie di Tom Clancy con elementi di un gioco sviluppato internamente chiamato The Drift. 
Nel marzo 2001, Gores Technology Group vendette loro la divisione intrattenimento di The Learning Company (che includeva giochi originariamente pubblicati da Broderbund, Mattel Interactive, Mindscape e Strategic Simulations). La vendita includeva i diritti di proprietà intellettuali come le serie Myst e Prince of Persia. Ubisoft Montreal sviluppò il titolo Prince of Persia: The Sands of Time, pubblicato nel 2003. Nello stesso periodo, Ubisoft pubblicò Beyond Good & Evil, il progetto di Ancel dopo Rayman; fu uno dei primi "flop" commerciali di Ubisoft al momento della sua uscita, ma che da allora ha guadagnato un seguito di culto. 
Nel febbraio 2005, Ubisoft ha acquisito i franchise NHL Rivals, NFL Fever, NBA Inside Drive e MLB Inside Pitch da Microsoft Game Studios.
Ubisoft ha creato un'altra IP, Assassin's Creed, lanciata per la prima volta nel 2007; Assassin's Creed è stato originariamente sviluppato da Ubisoft Montreal come sequel di Prince of Persia: Le sabbie del tempo e invece è passato a una storia sugli Assassini e i Cavalieri Templari. Nel luglio 2006, Ubisoft ha acquistato il franchise Driver da Atari per una somma di 19 milioni per il franchise, i diritti tecnologici e la maggior parte delle risorse. Entro il 2008, Ubisoft ha stretto un accordo con Tom Clancy per l'uso perpetuo del suo nome e della sua proprietà intellettuale per videogiochi e altri media ausiliari. Nel luglio 2008, Ubisoft ha effettuato l'acquisizione di Hybride Technologies, uno studio con sede in Piemonte . Nel novembre 2008, Ubisoft ha acquisito Massive Entertainment da Activision. Nel gennaio 2013, Ubisoft ha acquisito South Park: The Stick of Truth da THQ per 3,265 milioni di dollari.
Ubisoft ha annunciato nel 2013 i piani per investire 373 milioni di dollari nelle sue operazioni in Québec in 7 anni. L'editore sta investendo nell'espansione delle sue tecnologie di motion capture e consolidando le sue operazioni e infrastrutture di giochi online a Montreal. Entro il 2020, la società impiegherà più di 3.500 dipendenti nei suoi studi a Montreal e Quebec City. Nel febbraio 2013, ha iniziato a offrire giochi di editori terzi tra cui Electronic Arts e Warner Bros. Interactive Entertainment sul suo Uplay Shop e i suoi giochi su Origin di EA
Dal 2015 circa, la società francese di mass media Vivendi ha cercato di espandere le sue proprietà mediatiche attraverso acquisizioni e altri accordi commerciali. Oltre alla società pubblicitaria Havas, Ubisoft è stata una delle prime proprietà target identificate da Vivendi, che a settembre 2017 ha una valutazione stimata di 6,4 miliardi di dollari, in due anni di azioni durante l'ottobre 2015, ha acquistato le azioni di Ubisoft, dando loro una quota del 10,4%, un'azione che Yves Guillemot ha considerato "sgradita" e temeva un'acquisizione ostile. In una presentazione durante l’Electronic Entertainment Expo 2016, Yves Guillemot ha sottolineato l'importanza che Ubisoft rimanga una società indipendente per mantenere la sua libertà creativa. Guillemot descrisse in seguito la necessità di combattere l'acquisizione: "... Quando vieni attaccato da un'azienda che ha una filosofia diversa, sai che può influenzare ciò che hai creato da zero. Quindi combatti con molta energia per assicurarti che non possa essere distrutto". Il vicepresidente di Live Operations, Anne Blondel-Jouin, espresse un sentimento simile in un'intervista con PCGamesN, affermando che il successo di Ubisoft era in parte dovuto a "...essere super indipendente, ed essere molto autonomo".
Vivendi ha continuato ad acquistare le azioni di Ubisoft, avvicinandosi al 30% che potrebbe innescare un'acquisizione; a dicembre 2016, Vivendi deteneva una quota del 25,15% in Ubisoft. Reuters ha riferito ad aprile 2017 che l'acquisizione di Ubisoft da parte di Vivendi sarebbe probabilmente avvenuta quell'anno e Bloomberg Businessweek ha osservato che alcune delle azioni Vivendi avrebbero raggiunto il traguardo di detenzione di 2 anni, il che avrebbe concesso loro il doppio del potere di voto e avrebbero probabilmente raggiunto o superato la soglia del 30%. Da allora la famiglia Guillemot ha aumentato la sua quota in Ubisoft; a giugno 2017, la famiglia deteneva il 13,6% del capitale azionario di Ubisoft e il 20,02% dei diritti di voto della società. Nell'ottobre 2017, Ubisoft ha annunciato di aver raggiunto un accordo con un "fornitore di servizi di investimento" per aiutarli a riacquistare 4 milioni di azioni entro la fine dell'anno, impedendo ad altri, in particolare Vivendi, di acquistarle. 
Nella settimana prima che Vivendi ottenesse i diritti di voto per le azioni precedentemente acquistate, la società, nei risultati trimestrali pubblicati a novembre 2017, ha annunciato che non aveva intenzione di acquisire Ubisoft per i successivi 6 mesi, né avrebbe cercato posizioni nel consiglio di amministrazione a causa delle azioni detenute durante quel periodo, e che "avrebbe garantito che il suo interesse in Ubisoft non avrebbe superato la soglia del 30% attraverso il raddoppio dei suoi diritti di voto". Vivendi è rimasto impegnato ad espandersi nel settore dei videogiochi, identificando che il suo investimento in Ubisoft avrebbe potuto rappresentare una plusvalenza di oltre 1 miliardo di euro. 
Il 20 marzo 2018, Ubisoft e Vivendi hanno stretto un accordo che poneva fine a qualsiasi potenziale acquisizione, con Vivendi che accettava di vendere tutte le sue azioni, oltre 30 milioni, ad altre parti e di non acquistare le azioni di Ubisoft per 5 anni. Alcune di quelle azioni sono state vendute a Tencent, che dopo la transazione deteneva circa 5,6 milioni di azioni di Ubisoft (circa il 5% di tutte le azioni). Lo stesso giorno, Ubisoft ha annunciato una partnership con Tencent per aiutarla a portare i propri giochi nel mercato cinese. Vivendi ha completamente ceduto le sue azioni in Ubisoft entro marzo 2019. 
Dal 2018, gli studi di Ubisoft hanno continuato a concentrarsi su alcuni franchise, tra cui Assassin's Creed, Tom Clancy's, Far Cry e Watch Dogs. Come riportato da Bloomberg Businessweek, mentre Ubisoft nel suo complesso aveva quasi 16.000 sviluppatori a metà del 2019, più di alcuni dei suoi concorrenti, e produceva da 5 a 6 importanti uscite ogni anno rispetto alle 2 o 3 degli altri anni, il fatturato netto guadagnato per i dipendente era il più basso dei 4 a causa di vendite generalmente inferiori dei suoi giochi. Bloomberg Business ha attribuito ciò in parte alle tendenze di spesa dei consumatori di videogiochi che acquistano meno giochi con tempi di gioco lunghi, come tendono ad essere la maggior parte delle principali uscite di Ubisoft. Per contrastare ciò, Ubisoft nell'ottobre 2019 ha posticipato 3 dei 6 titoli che aveva pianificato nel 2019 al 2020 o più tardi, per aiutare a dedicare più sforzi al miglioramento della qualità dei giochi esistenti e uscito. A causa delle vendite complessivamente deboli nel 2019, Ubisoft ha dichiarato a gennaio 2020 che avrebbe riorganizzato il suo comitato editoriale per fornire una panoramica più completa dei giochi e ideare una maggiore varietà nei suoi giochi che, secondo la direzione di Ubisoft, erano diventati stagnanti, troppo uniformi e avevano contribuito a vendite deboli.
A seguito di un'ondata di accuse di molestie sessuali del movimento #MeToo a giugno e luglio 2020, Ubisoft ha avuto diversi dipendenti accusati di molestie da fonti sia interne che esterne. Tra l'indagine interna di Ubisoft e uno studio del quotidiano Libération, è stato scoperto che i dipendenti avevano precedenti di molestie sessuali e comportamenti problematici, risalenti fino a 10 anni fa, che erano stati respinti dai dipartimenti delle risorse umane. Di conseguenza, alcuni dipendenti di Ubisoft si sono dimessi o sono stati licenziati, tra cui Hascoët, Maxime Béland, il co-fondatore di Ubisoft Toronto, e Yannis Mallat, l'amministratore delegato degli studi canadesi di Ubisoft. Yves Guillemot ha implementato cambiamenti nell'azienda per affrontare questi problemi mentre indagava ulteriormente sulla portata delle accuse di molestie. 
Ubisoft ha dichiarato nella sua chiamata agli investitori di fine anno fiscale 2020 a febbraio 2021 che la società inizierà a concentrarsi meno sulle uscite di giochi e si concentrerà maggiormente sui giochi per dispositivi mobili e freemium dopo l'anno fiscale 2022. Il CFO Frederick Duguet ha dichiarato agli investitori che "vediamo che ci stiamo spostando progressivamente e continuamente da un modello che era incentrato solo sulle uscite a un modello in cui abbiamo una combinazione di forti uscite e di forti dinamiche di catalogo arretrato, ma che completa anche il nostro programma di nuove uscite con esperienze free-to-play e altre esperienze premium". Più tardi quell'anno, la società ha annunciato che avrebbe iniziato a marchiare i giochi sviluppati dai suoi sviluppatori proprietari come "Ubisoft Originals".
Nel 2021, hanno annunciato che avrebbero realizzato un gioco di Star Wars open world. L'accordo ha segnato la fine dei diritti esclusivi di EA di realizzare titoli di Star Wars. Nell'ottobre 2021, Ubisoft ha partecipato a un round di finanziamento in Animoca Brands. 
A novembre 2021, Ubisoft ha annunciato lo sviluppo del suo primo Ubisoft Entertainment Center, creato dalla società di progettazione esperienziale Storyland Studios e Alterface. La prima sede dovrebbe aprire negli Studios Occitanie Méditerranée entro il 2025. 
Nel luglio 2022, Ubisoft ha annunciato di aver cancellato Splinter Cell VR e Ghost Recon Frontline, insieme ad altri due titoli non annunciati. A settembre, Tencent ha investito altri 300 milioni di euro in Guillemot Brothers Limited, la società che detiene parte della proprietà dei Guillemot di Ubisoft. Ciò ha dato a Tencent il 49,9% di proprietà in questa holding e ha aumentato la quota dei diritti di voto dei Guillemot all'interno di Ubisoft a circa il 30%. Yves Guillemot ha affermato che Tencent avrebbe lavorato a stretto contatto con Ubisoft, aiutando a portare i loro giochi in Cina e aiutando a saldare i debiti di Ubisoft e impedendo alla società potenziali acquisizioni.
Citando i deludenti risultati finanziari del trimestre precedente, Ubisoft ha annullato altri tre giochi non annunciati in precedenza nel gennaio 2023. In un'e-mail allo staff, Yves Guillemot ha detto ai dipendenti di assumersi la responsabilità dei prossimi progetti dell'azienda, chiedendo che "ognuno di voi sia particolarmente attento e strategico con le proprie spese e iniziative, per garantire che siamo il più efficienti e snelli possibile" e affermando anche che "la palla è nel vostro campo per consegnare questa formazione in tempo e al livello di qualità previsto e mostrare a tutti di cosa siamo capaci. I lavoratori sindacalizzati di Ubisoft Paris hanno contestato questo messaggio, chiedendo uno sciopero e chiedendo salari più alti e migliori condizioni di lavoro. 
Come parte di una modifica nei termini della loro acquisizione di Activision Blizzard nell'ottobre 2023 per soddisfare le autorità di regolamentazione governative, Microsoft ha concesso a Ubisoft i diritti per il cloud gaming dei giochi di Activision Blizzard. Come parte di un piano di riduzione dei costi, Ubisoft ha ridotto il numero dei suoi dipendenti da 20.279 dipendenti nel 2022 a 19.410 nel settembre 2023. A novembre 2023, Ubisoft ha licenziato 124 dipendenti dai suoi team VFX e IT. A marzo 2024, Ubisoft ha licenziato 45 dipendenti dai suoi team editoriali. Altri 45 dipendenti sono stati tagliati fuori tra i suoi uffici di San Francisco e Cary, nella Carolina del Nord, nell'agosto 2024 

## Succursali

### Attuali
| Nome                     | Città         | Acquisizione |
| ------------------------ | ------------- | ------------ |
| 1492 Studio              | Vailhauquès   | 2018         |
| Blue Byte                | Düsseldorf    | 2001         |
| Blue Mammoth Games       | Atlanta       | 2018         |
| Film & Television        | Los Angeles   | 2011         |
| Green Panda Games        | Parigi        | 2019         |
| Hybride Technologies     | Piedmont      | 2008         |
| i3D Net                  | Rotterdam     | 2019         |
| Ketchapp                 | Parigi        | 2016         |
| Kolibri Games            | Berlino       | 2020         |
| Massive Entertainment    | Malmö         | 2008         |
| Nadeo                    | Parigi        | 2009         |
| Owlient                  | Parigi        | 2011         |
| Quazal                   | Montréal      | 2010         |
| Red Lynx                 | Helsinki      | 2011         |
| Red Storm Entertainment  | Cary          | 2000         |
| Reflections Interactive  | Newcastle     | 2006         |
| Ubisoft Abu Dhabi        | Abu Dhabi     | 2011         |
| Ubisoft Annecy           | Annecy        | 1996         |
| Ubisoft Barcelona        | Barcellona    | 1998         |
| Ubisoft Barcelona Mobile | Barcellona    | 2013         |
| Ubisoft Belgrade         | Belgrado      | 2016         |
| Ubisoft Bordeaux         | Bordeaux      | 2017         |
| Ubisoft Bucharest        | Bucarest      | 1992         |
| Ubisoft Chengdu          | Chengdu       | 2008         |
| Ubisoft Danang           | Đà Nẵng       | 2019         |
| Ubisoft Halifax          | Halifax       | 2015         |
| Ubisoft Ivory Tower      | Villeurbanne  | 2015         |
| Ubisoft Kyiv             | Kiev          | 2008         |
| Ubisoft Leamington       | Leamington    | 2017         |
| Ubisoft Mainz            | Magonza       | 2001         |
| Ubisoft Milan            | Milano        | 1998         |
| Ubisoft Montpellier      | Montpellier   | 1994         |
| Ubisoft Montréal         | Montréal      | 1997         |
| Ubisoft Mumbai           | Mumbai        | 2018         |
| Ubisoft Odesa            | Odessa        | 2018         |
| Ubisoft Osaka            | Osaka         | 2008         |
| Ubisoft Paris            | Parigi        | 1992         |
| Ubisoft Paris Mobile     | Parigi        | 2013         |
| Ubisoft Philippines      | Taguig        | 2016         |
| Ubisoft Pune             | Pune          | 2008         |
| Ubisoft Québec           | Québec        | 2005         |
| Ubisoft Saguenay         | Saguenay      | 2018         |
| Ubisoft San Francisco    | San Francisco | 2009         |
| Ubisoft Shanghai         | Shanghai      | 1996         |
| Ubisoft Sherbrooke       | Sherbrooke    | 2021         |
| Ubisoft Singapore        | Singapore     | 2008         |
| Ubisoft Sofia            | Sòfia         | 2006         |
| Ubisoft Stockholm        | Stoccolma     | 2017         |
| Ubisoft Toronto          | Toronto       | 2010         |
| Ubisoft Winnipeg         | Winnipeg      | 2018         |

### Passate
| Nome                   | Città        | Acquisizione | Chiusura |
| ---------------------- | ------------ | ------------ | -------- |
| Game Studios           | Los Angeles  | 2001         | 2002     |
| Microïds Canada        | Montréal     | 2005         | 2006     |
| Related Designs        | Magonza      | 2013         | 2014     |
| Sinister Games         | Chapel Hill  | 2000         | 2003     |
| Southlogic Studios     | Porto Alegre | 2009         | 2010     |
| Sunflowers Interactive | Heusenstamm  | 2007         | 2008     |
| THQ Montréal           | Montréal     | 2013         | 2014     |
| Tiwak Games            | Montpellier  | 2003         | 2011     |
| Ubi Studios            | Oxford       | 2000         | 2001     |
| Ubisoft Casablanca     | Casablanca   | 1998         | 2016     |
| Ubisoft London         | Londra       | 2013         | 2023     |
| Ubisoft São Paulo      | San Paolo    | 2008         | 2010     |
| Ubisoft Vancouver      | Vancouver    | 2009         | 2012     |
| Ubisoft Zurich         | Thalwil      | 2011         | 2013     |
| Wolfpack Studios       | Round Rock   | 2004         | 2006     |

## Loghi

1985–1995
1995–2003
2003–2017
2017–presente